# Il était une guerre

Il était une guerre est un film québécois en noir et blanc réalisé par Louis Portugais pour l'Office national du film du Canada sur le thème de la Seconde Guerre mondiale, vu par les québécois. Le film a été initialement diffusé en cinq parties d'environ 30 minutes du 25 janvier au 22 février 1958 à la Télévision de Radio-Canada.

## Synopsis
On assiste à la course au mariage de milliers de jeunes gens, voulant à tout prix échapper à la conscription, ensuite on nous transporte dans les usines de guerre et on assiste ainsi aux difficultés du travail dans ce lieu. Ensuite c'est à la campagne d'Italie en 1943 et, finalement, le retour au Québec où la réadaptation à la vie civile s'avère plus difficile qu'il n'y parait. Ces événements sont vécus et racontés par la voix d'un jeune homme.

## Fiche technique
- Scénario : Réginald Boisvert
- Réalisation : Louis Portugais
- Producteurs : Guy Glover, Léonard Forest
- Son : Claude Pelletier
- Montage : Victor Jobin, Gilles Groulx, Marc Beaudet, David Mayerovitch
- Montage sonore : Norman Bigras, Bernard Bordeleau, Marguerite Payette, Karl Duplessis

## Distribution
- Aimé Major
- Hélène Loiselle
- J. Léo Gagnon
- Lucie Poitras
- Jean-Claude Robillard
- Mariette Duval
- Ginette Letondal
- Paul Berval
- Victor Désy
- René Caron
- Yvon Leroux
- Serge Deyglun
- Camille Fournier
- Benoît Girard
- Guy L'Écuyer
- Robert Rivard
- Lionel Villeneuve